# Jenlain (Bier)

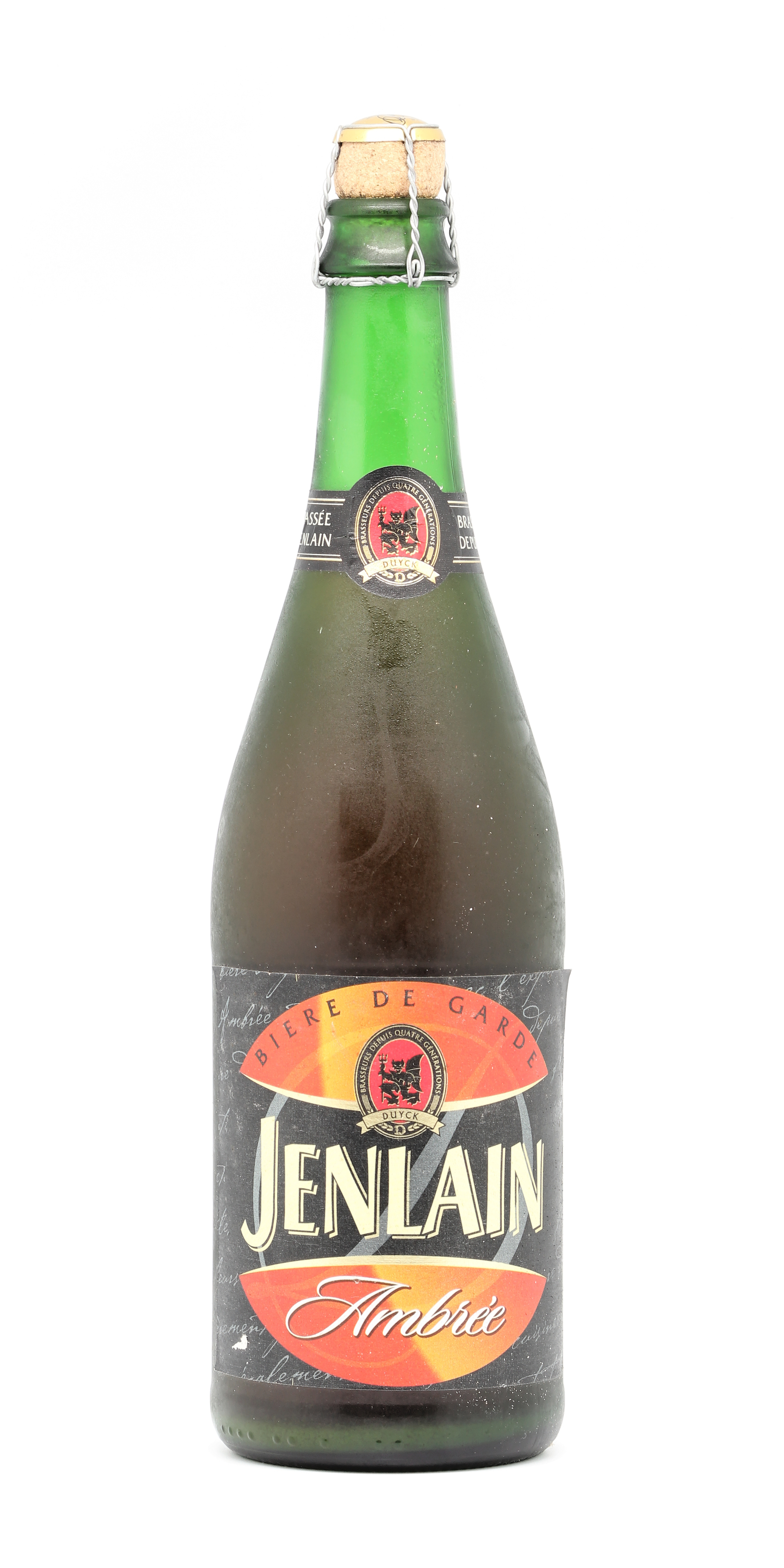
0,75-Liter-Flasche der Sorte Jenlain Ambrée

Jenlain ist eine Biermarke aus Nordfrankreich. Sie wird von der Privatbrauerei Brasserie Duyck in Jenlain, eine Gemeinde des Département Nord, gebraut. Die bekannteste Sorte der Brauerei ist das originale bernsteinfarbene Jenlain Ambrée. Dieses klassische obergärige Bière de garde wird seit 1922 gebraut und hat einen Alkoholgehalt von 7,5 Vol.-%. Seitdem werden in der Brauerei auch mehrere andere Sorten hergestellt.

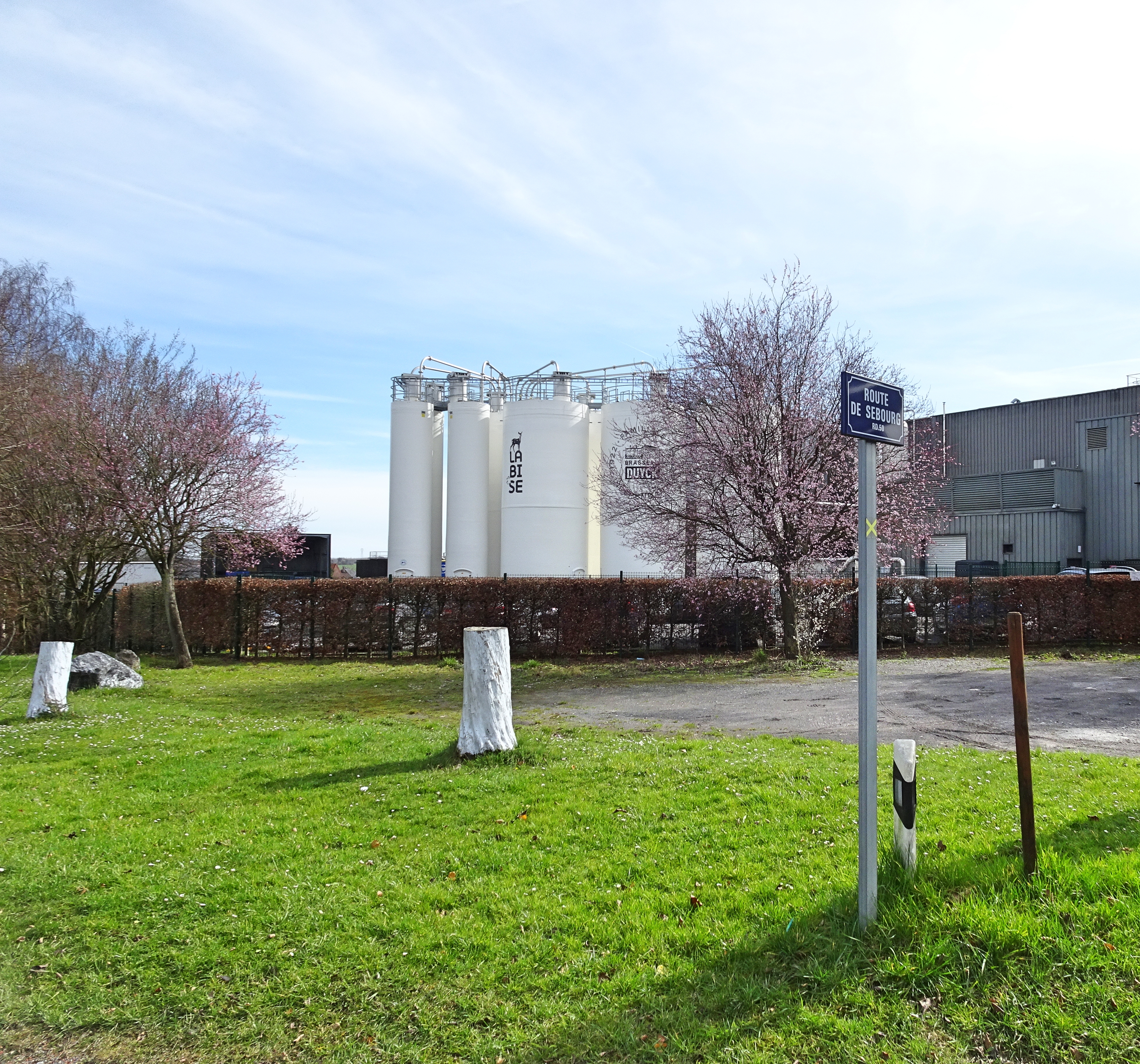
Brauerei Duyck
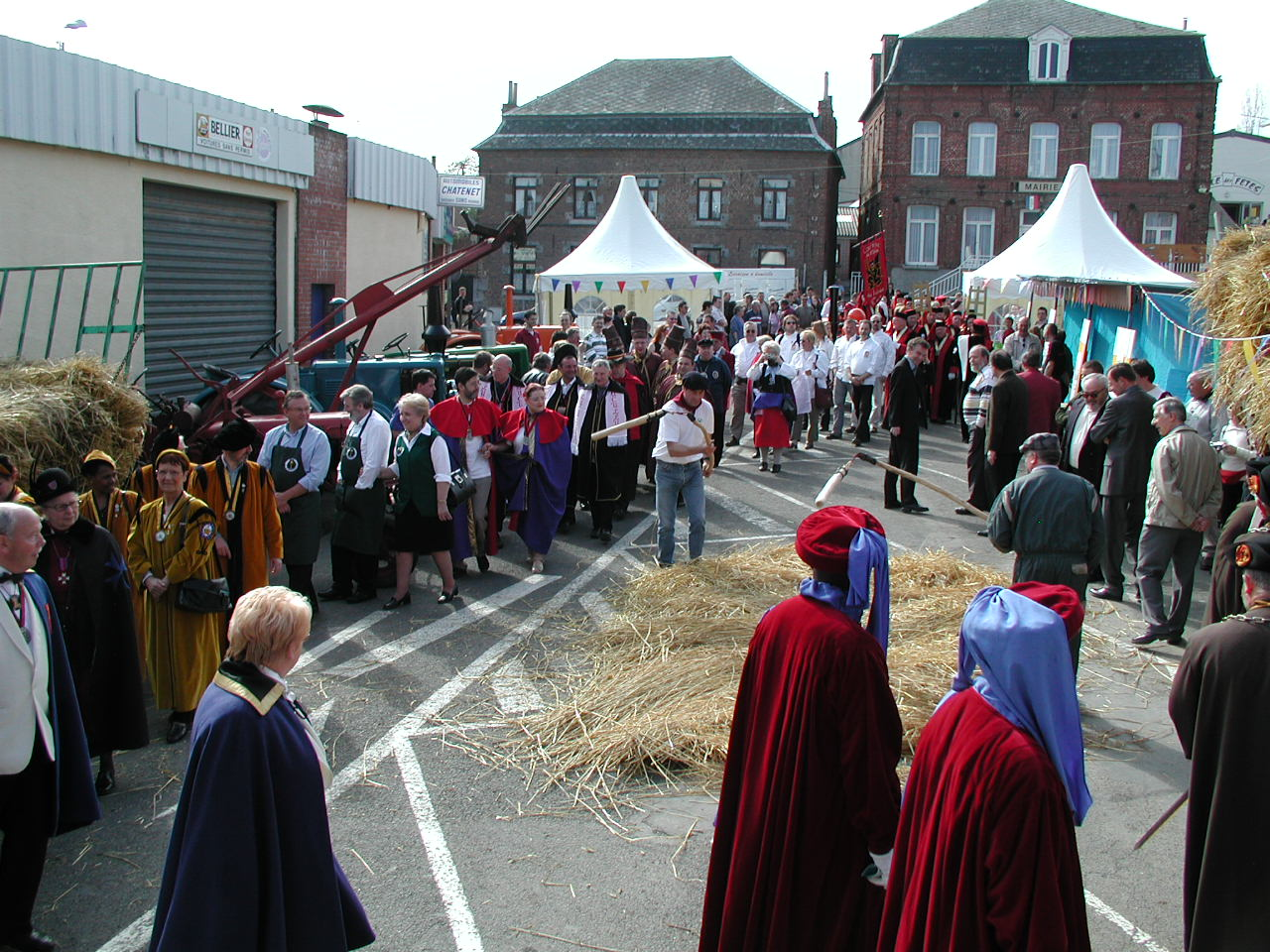
Bierfest in Jenlain